# União Metalo-Mecânica

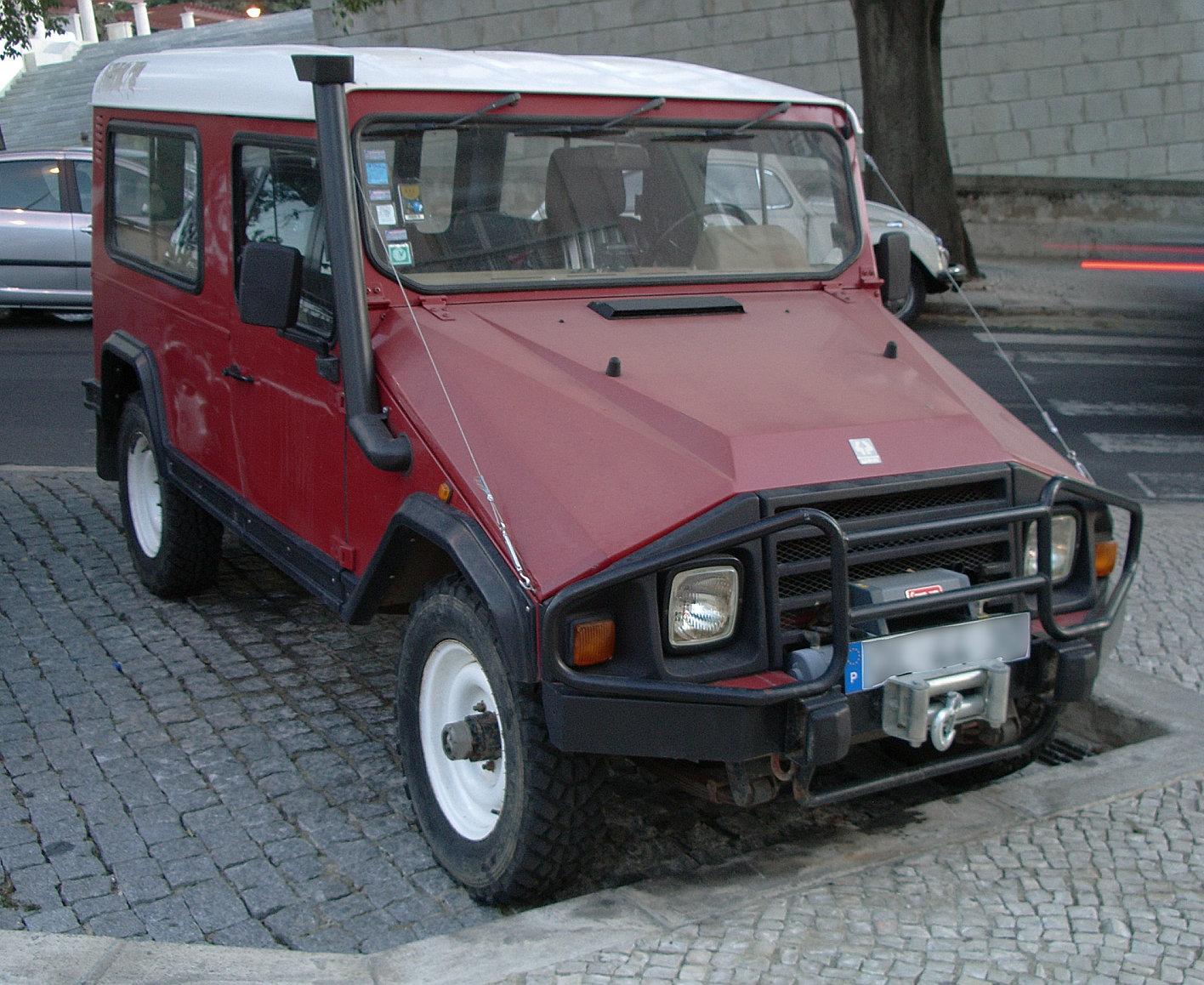
UMM Alter

União Metalo-Mecânica, afgekort UMM, is een Portugese fabriek voor metaalbewerking en een voormalige autofabrikant in Lissabon. Het bedrijf werd in 1977 opgericht om terreinauto's voor landbouw, industrie en overheid te distribueren en produceren.

## Geschiedenis

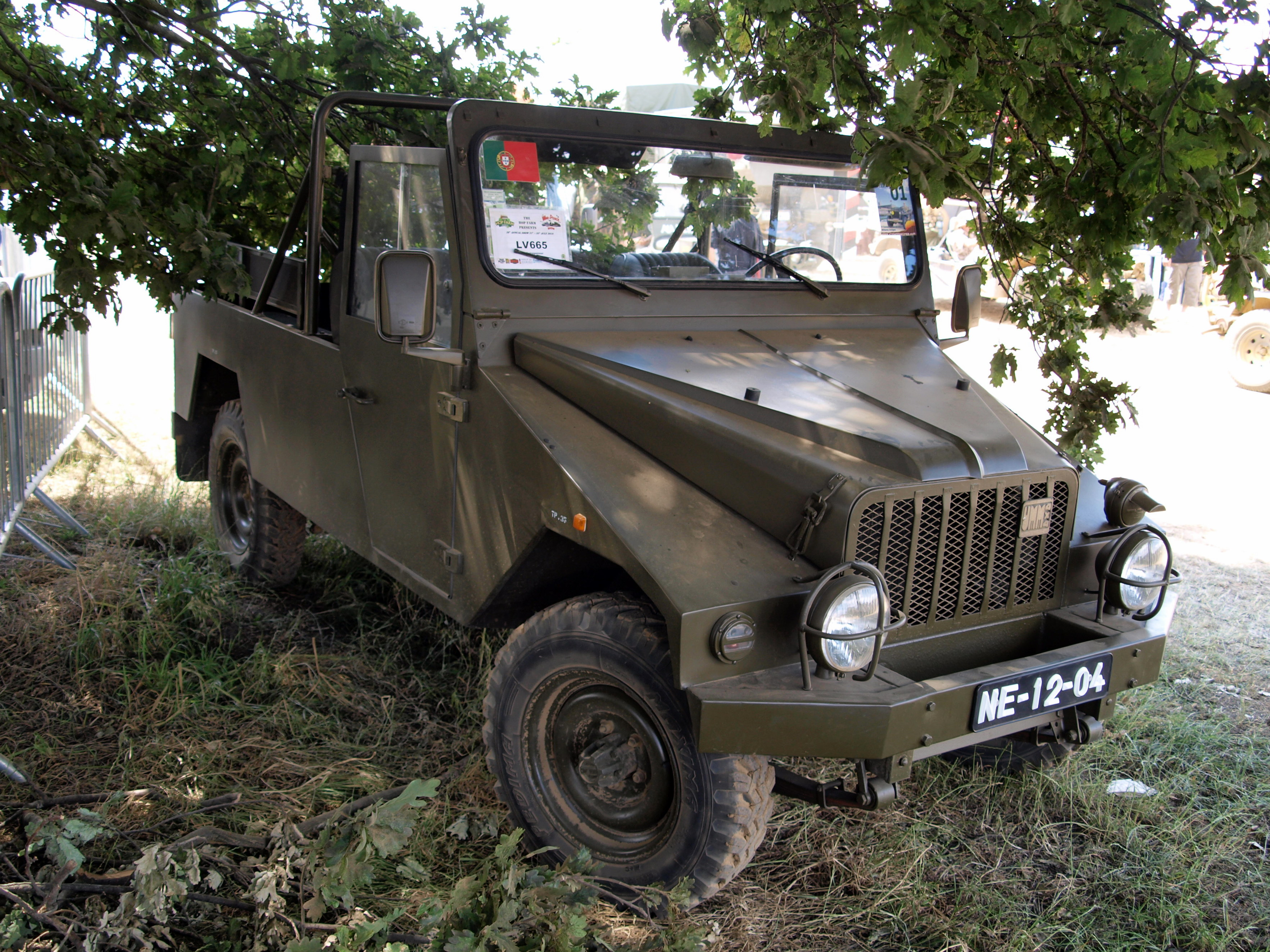
UMM Cournil Entrepreneur

Het ontwerp van de UMM is afgeleid van een prototype van het Franse ingenieursbureau Cournil. De productierechten van de Cournil Entrepreneur werden verworven door het Portugese bedrijf União Metalo-Mecânica en de auto's werden hernoemd tot UMM. Voor de aandrijving zorgden benzine- en dieselmotoren van Peugeot. De Cournil was beschikbaar in drie varianten: Tracteur, Randonneur en Entrepreneur. Van 1977 tot 1979 werden de auto's geïmporteerd, vanaf 1979 werden ze ook in Portugal gemaakt.
In 1980 kreeg de UMM Cournil een facelift en werd nog maar in één variant vervaardigd als UMM 4x4. In 1982 volgde de introductie van een nieuwe Peugeot Indenor-motor XD2 2.3D. In 1983 werden de deuren vergroot en in 1984 werd de opvolger Alter gepresenteerd op de Autosalon van Parijs. Dit model onderscheidde zich van zijn voorganger door een vernieuwde voorkant en enkele andere wijzigingen. Het meest opvallende kenmerk is de drie ruitenwissers die boven de voorruit zijn gemonteerd.

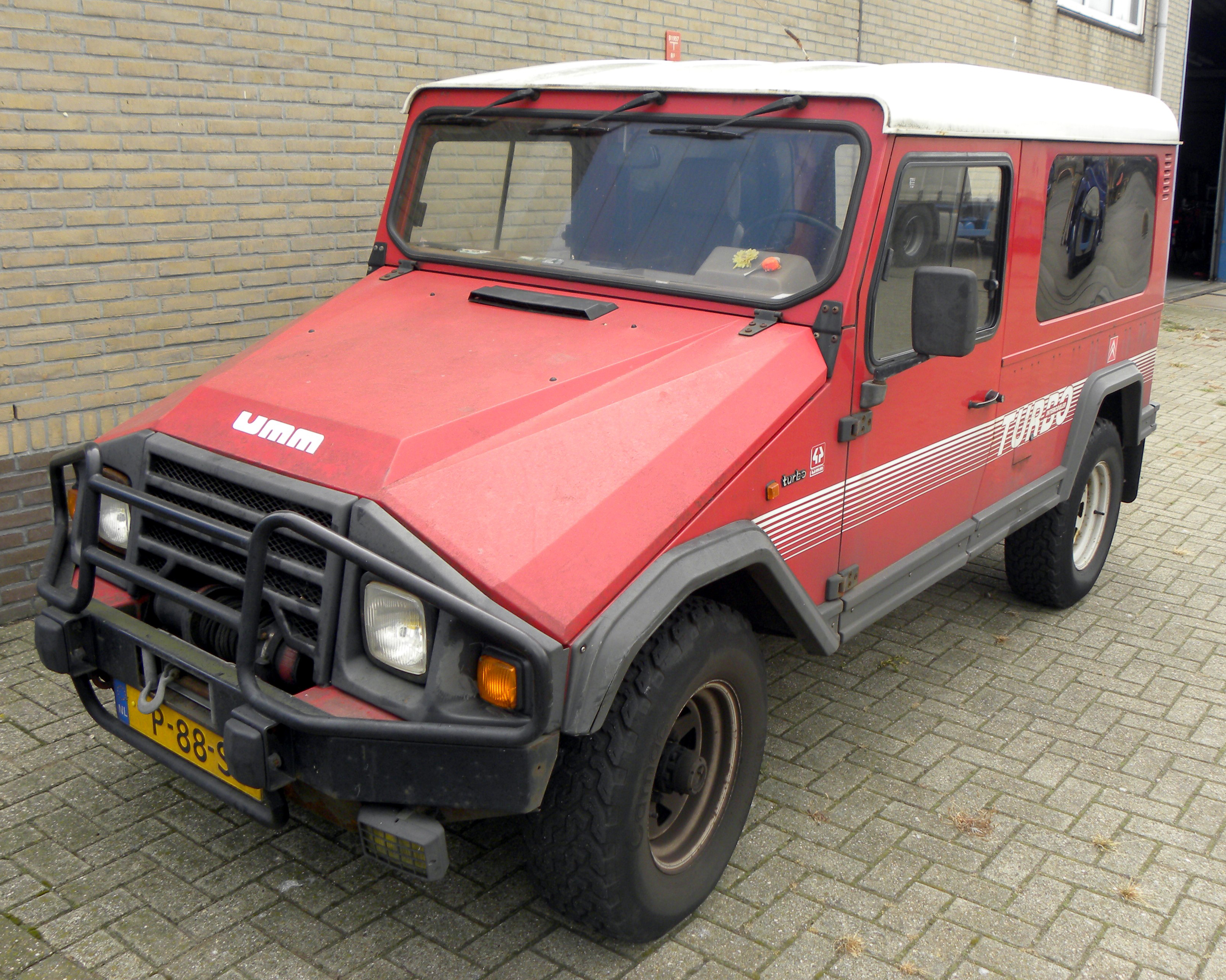
UMM Alter Turbodiesel

De introductie van een nieuwe versnellingsbak en nieuwe schokdempers evenals een voor het eerst gebruikte geluidsisolatie in 1986 leidde tot de nieuwe modelaanduiding Alter II. Op de Autosalon van Parijs werd de Alter Turbo met 110 pk gepresenteerd. In 1989 werden twee nieuwe carrosserievarianten voorgesteld: soft-top en pick-up. Een speciaal model voor rally's komt op de markt, de UMM Troféu. De UMM's werden bekend om hun duurzaamheid toen tijdens de rally Parijs-Dakar het team kon finishen met alle auto's die gestart waren.
In 1991, ter gelegenheid van het bezoek van paus Johannes Paulus II aan Madeira, werd een UMM Papamóvel gebouwd, een Pausmobiel gebaseerd op een chassis met lange wielbasis van de vijfdeurs Alter II. Hij had een 40 mm gepantserde glazen ruimte aan de achterzijde met een stoel voor de paus. Het had airconditioning en aan de buitenzijde luidsprekers die waren aangesloten op een microfoon achterin. Oorspronkelijk had hij de 2,5 liter turbomotor, maar vanwege veiligheidsrestricties werd de normale 2,5 liter 76 pk (56 kW) dieselmotor gemonteerd.
In 1992 startte UMM twee nieuwe projecten om het te kunnen opnemen tegen de groeiende concurrentie. Als concurrent voor de Suzuki Vitara werd de Alter III ontwikkeld. Het tweede project was gebaseerd op het concept van de Mini Moke en maakte gebruik van onderdelen van de Peugeot 205. UMM vertrouwde op de belofte van de overheid om de ontwikkeling van prototypen te financieren via het programma PEDIP ("Programa Específico de Desenvolvimento da Indústria Portuguesa") maar deze financiering bleef uit en de ontwikkelingen werden stopgezet.
In 1993 werd het dashboard van de Alter II gemoderniseerd en het model Alter II Turbo Turismo met panoramische ramen in het dak geïntroduceerd. De verkoopcijfers namen echter sterk af en de Portugese nationale garde zag ook af van de aankoop van UMM's en koos in plaats daarvan voor de in Spanje geproduceerde Nissan Patrol. In 1994 stopte UMM met de bouw van de UMM Alter II voor particuliere klanten maar bleef tot 1996 grote orders aannemen van het leger en nutsbedrijven. Bestellingen voor aangepaste versies werden niet langer geaccepteerd. Het vermoeden bestaat dat er meer dan 10.000 UMM's zijn gemaakt.
In 2000 werd de Alter 2000 aangekondigd, een bijgewerkte versie die werd aangedreven door een 2,1 liter turbodieselmotor. Deze motor was minder lawaaierig en had meer koppel bij lage snelheid. Verschillende opties waren beschikbaar, waaronder airconditioning en GPS. De prijs moest lager zijn dan die van een Land Rover Defender met vergelijkbare afwerking maar het bedrijf had echter geen kapitaal om in zijn ontwikkeling te investeren. De Alter 2000 was vooral bedoeld voor de Franse markt en de voormalige koloniën, er werden echter slechts 21 exemplaren van dit model verkocht.
In 2004 werden de laatste twee UMM's geproduceerd en in 2006 trok UMM zich volledig terug uit de autoproductie.

## Export

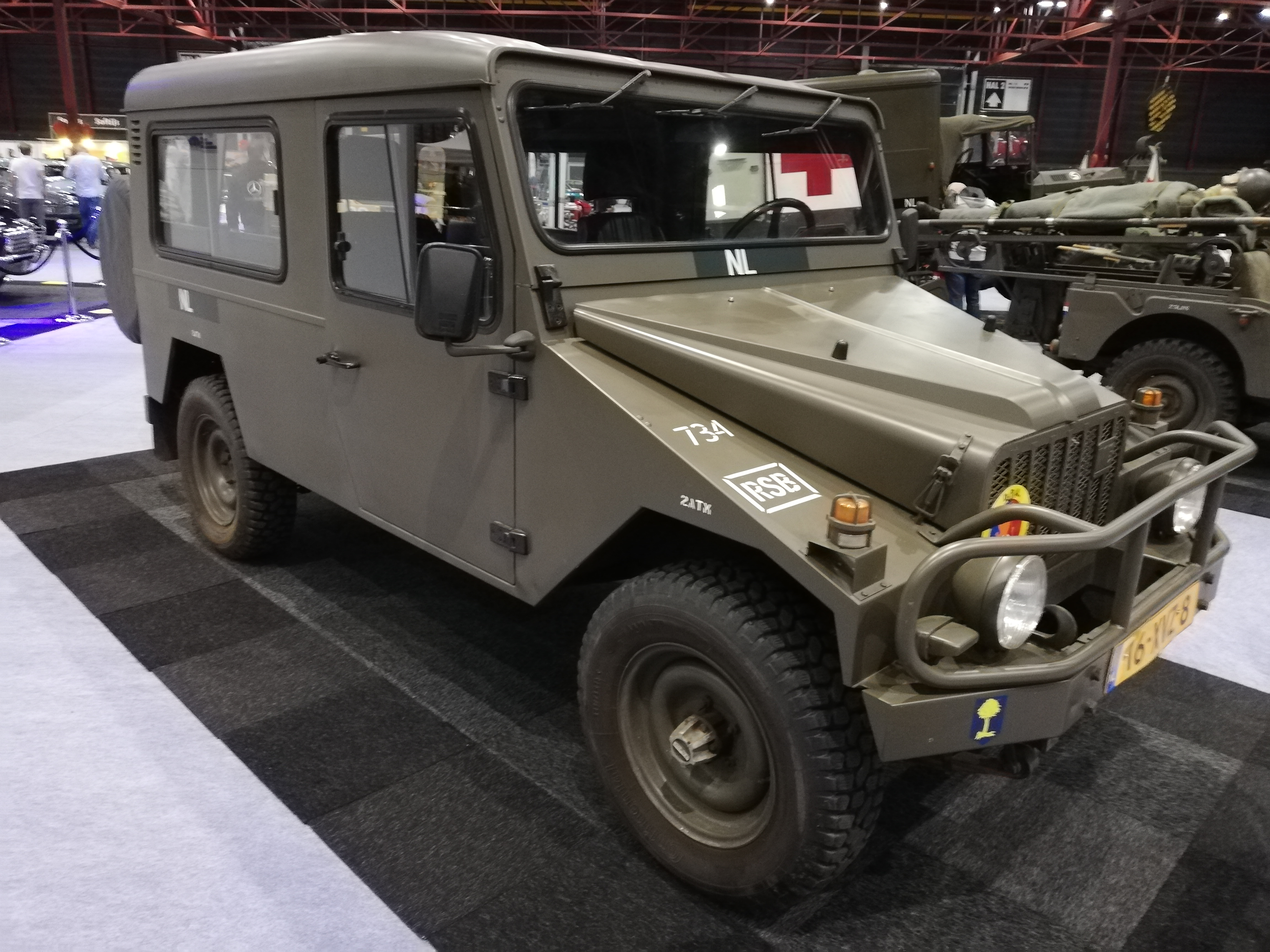
UMM Entrepreneur 2.3 Hardtop bouwjaar 1985, in gebruik geweest bij de Rijschool Bergen op Zoom (RSB) van de Koninklijke Landmacht.

In 1986 kwamen de eerste UMM's beschikbaar op de Franse markt. Ook in België en Nederland werd de UMM geïmporteerd, aanvankelijk voor beide landen door Interauto BV uit Helmond. Als compensatieorder van het Nederlandse ministerie van Defensie voor de levering van Nederlands legermaterieel aan Portugal kwam er een honderdtal UMM's op de Nederlandse wegen en oefenterreinen.
De UMM Entrepreneurs werden door de Koninklijke Landmacht aangeschaft als compensatieorder voor een door DAF ontvangen order tot levering van 300 vrachtwagens aan het Portugese leger.
Veertig UMM-voertuigen werden ingezet bij de opleidingseenheden van de Landmacht en gebruikt in de periode 1986-1994.
In 1990 kreeg UMM een nieuwe importeur. De firma Bols en Kooijman uit Hilvarenbeek verzorgde reeds de onderdelen en het onderhoud maar startte later als importeur voor Nederland, in België nam RM Automobielen uit Brussel de import op zich.
Veel UMM's worden nog steeds gebruikt door nutsbedrijven in Spanje, Portugal, Kaapverdië (in gebruik door het nationale leger) en Frankrijk en ook door de "Guarda Nacional Republicana" (Portugese gendarmerie), brandweer en het leger, hoewel de meerderheid van de klanten particulieren waren. Honderden UMM's zijn nog steeds in gebruik in de Democratische Republiek Congo (voorheen Zaïre) en Angola.

## Modellen

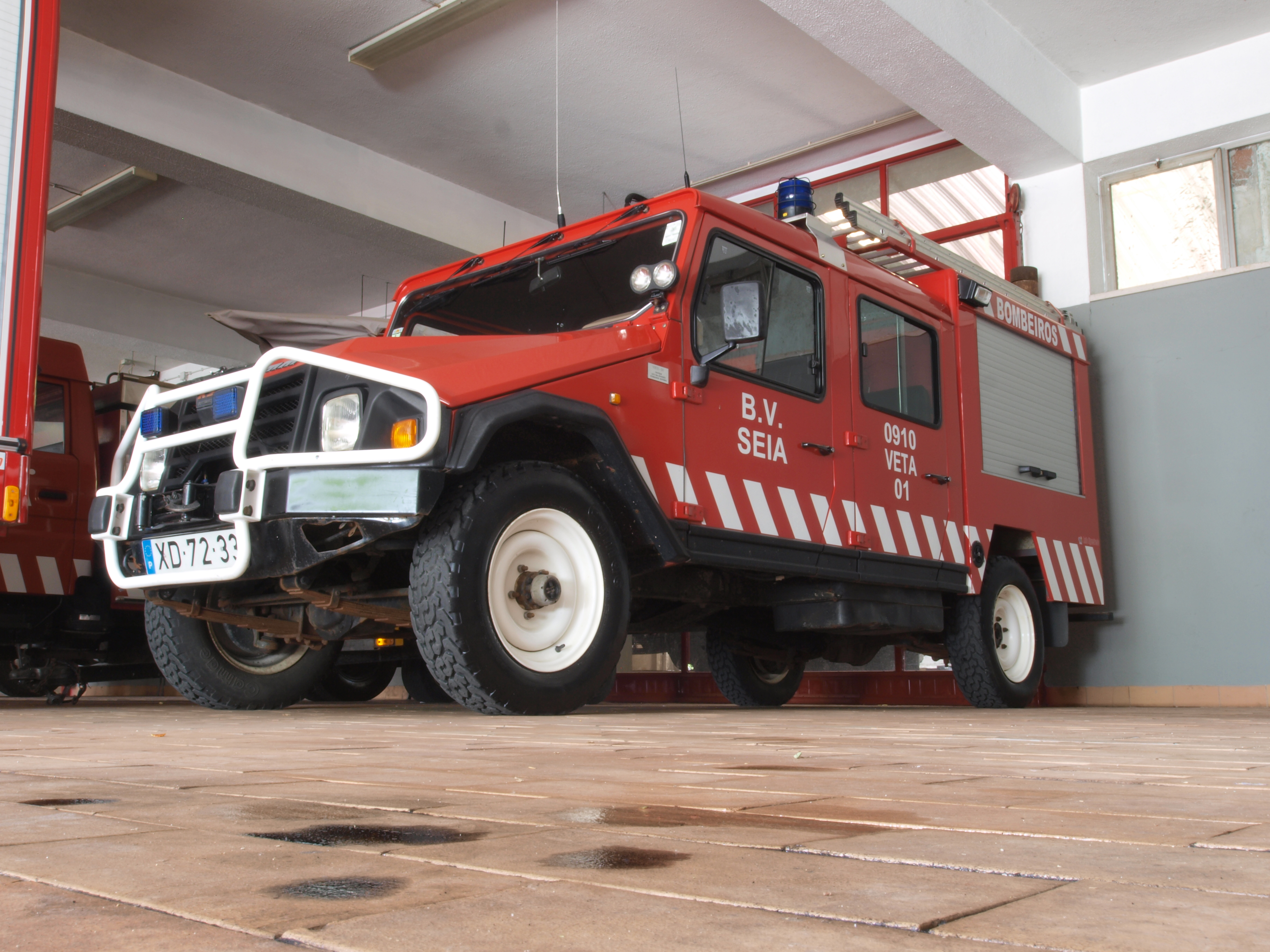
UMM brandweerwagen

- UMM 4x4 Cournil  (1977-1979)
- UMM 4x4          (1979-1984)
- UMM Alter 4x4    (1985)
- UMM Alter II     (1986-1994)
- UMM Alter 2000   (2000-2004)